# サイコ (1998年の映画)
『サイコ』（Psycho）は、1998年に制作されたアメリカ映画。アルフレッド・ヒッチコック監督による1960年の映画『サイコ』のリメイク作品である。

## 概要
アルフレッド・ヒッチコックによるモノクロ映画版『サイコ』と全く同じ脚本、演出、音楽で作られた。撮影順序も同じになるようにスケジュールが組まれ、監督のカメオ出演までも模倣している。もちろん出演者は前作と異なり、なによりこちらはカラー映画として制作されたが、題名のロゴも含めて、意図的に全く同じになるように制作された。
本作は批評家、観客双方から全く評価されず、ゴールデンラズベリー賞の最低リメイク続編賞・最低監督賞・最低助演女優賞（アン・ヘッシュ）の3部門にノミネートされ、最低リメイク賞・最低監督賞の2つを受賞する結果となった。

## キャスト
※括弧内は日本語吹替
- ノーマン・ベイツ（英語版） - ヴィンス・ヴォーン（平田広明）
- マリオン・クレイン（英語版） - アン・ヘッシュ（小林優子）
- ライラ・クレイン（英語版） - ジュリアン・ムーア（勝生真沙子）
- サミュエル・“サム”・ルーミス - ヴィゴ・モーテンセン（堀内賢雄）
- ミルトン・アーボガスト - ウィリアム・H・メイシー（納谷六朗）
- アル・チェンバース保安官 - フィリップ・ベイカー・ホール（長島雄一）
- エリザ・チェンバース - アン・ヘイニー（片岡富枝）
- フレッド・サイモン医師 - ロバート・フォスター（稲葉実）
- キャロライン - リタ・ウィルソン（佐藤しのぶ）
- ローリー社長 - ランス・ハワード（中博史）
- トム・キャシディ - チャド・エヴェレット（水野龍司）
- チャーリー - ジェームズ・レグロス（古田信幸）
- ボブ・サマーフィールド - フリー（青山穣）
- パトロール中の警官 - ジェームズ・レマー（稲葉実）
- ノーマ・ベイツ（英語版）の声 - ローズ・マリー（クレジットなし）（京田尚子）

## 旧作との違い
旧作ではヒッチコックが希望していたのに撮影不可能だった「フェニックス市街の俯瞰からホテルの一室内への1カット撮影」が撮影技術の進歩で実現し、旧作では1秒にも満たなかった「刺され倒れるマリオンをシャワールーム上から写す」ショットは尺が数秒に増えた。排水口からオーヴァーラップし、後退しながらマリオンの眼を写すカメラは、旧作では1/4回転程度だったものが360度回転する。デジタルアニメーションで再構成されたタイトル映像も、タイトルロゴが切れ目に合わせてずれるタイミングがテーマ曲にぴったり合っている。ノーマン・ベイツの母の「素顔」はリック・ベイカーの特殊メイクでリアルに作られた。
一方、最後の心理学者の説明は簡略化され、マリオンが断末魔に見た幻が追加された。探偵はとどめをさされる直前「母親」の影を見る（顔は映らない）。死の直前、侵入者を見送るマリオンの瞳孔が開いていくカットが追加され、サムに取り押さえられたノーマンの顔をライラが蹴るなど、アレンジが加えられたシーンもある。音響面でも最後の母親の独白にかぶってノーマンの声がサラウンドチャンネルから聴こえるように整音されたり、ノーマンが隣室を壁の穴からのぞくシーンでも生々しい効果音が付けられている。
劇中に使用されたキッチン・ナイフは、映画監督のジョン・ウーが所有するもので、エンドクレジットでは協力の項目にクレジットされている。
オリジナル同様、監督のワンシーン出演も実行されている。